# Воислав Войнович
Воислав Войнович (ум. 25 октября 1363) — сербский феодал из рода Войновичей. Носил титул герцога Гацко (1349—1363). Царь Сербии Стефан Урош V пожаловал ему в 1358 году герцога Хума.

## Биография
Младший сын воеводы Воина, участника военных кампаний королей Сербии Стефана Уроша III Дечанского и Стефана Уроша IV Душана. Его старший брат Алтомаш (ум. 1359) носил титул герцога Хумского и правил частью Зеты.
Воислав правил землями вдоль границ Зеты между р. Дрин и побережьем, ему принадлежали Ужице, Гацко, Попово, Полье, Конавли и Требине.
В 1358 году Дубровник перешел под сюзеренитет венгерского короля Лайоша Великого. Воислав Войнович разграбил дубровницкую территорию и потребовал передать Стон Сербскому царству.
Во время войны между Дубровником и Котором в 1361-1362 годах Воислав Войнович находился на стороне Котора. В 1362 году стороны подписали мир, по условиям которого общие границы были восстановлены.
Он был женат на Гоиславе, от брака с которой у него было два сына: Добривой и Стефан. Его вдова унаследовала земли Воислава и его брата Алтомана Войновичей.
25 октября 1363 года Воислав скончался от чумы. Он был похоронен в сербском монастыре Святого Николая Дебарского в городе Прибой на реке Лим. Надпись на его могиле гласит: «Великий герцог всех сербов, греков и поморских земель».